# Ricky Steamboat
Richard Henry Blood (West Point (New York), 28 februari 1953), beter bekend als Ricky "The Dragon" Steamboat, is een Amerikaans professioneel worstelaar. Blood was actief in de American Wrestling Association (AWA), National Wrestling Alliance (NWA), World Championship Wrestling (WCW) en World Wrestling Federation (WWF).

## In het worstelen
- Afwerking en kenmerkende bewegingen
  - Diving crossbody
  - Seated double chickenwing
  - Superplex
  - Arm drag
  - Body slam
  - Double judo chop
  - Knife–edged chop
  - Neckbreaker slam
  - Scoop slam
  - Skin the cat
  - Small package
  - Spinning heel kick

## Prestaties
- Maple Leaf Wrestling
  - NWA United States Heavyweight Championship (1 keer)

- Mid-Atlantic Championship Wrestling / World Championship Wrestling
  - NWA Mid-Atlantic Heavyweight Championship (2 keer)
  - NWA Mid-Atlantic Tag Team Championship (4 keer; 3x met Paul Jones en 1x met Jay Youngblood)
  - NWA/WCW World Television Championship (4 keer)
  - NWA/NWA (Mid-Atlantic)/WCW United States Heavyweight Championship (4 keer)
  - NWA World Heavyweight Championship (1 keer)
  - NWA/WCW World Tag Team Championship (8 keer; 1x met Paul Jones, 5x met Jay Youngblood, 1x met Dustin Rhodes en 1x met Shane Douglas)

- Pro Wrestling Illustrated
  - PWI Match of the Year (1987) vs. Macho Man Randy Savage op WrestleMania III
  - PWI Match of the Year (1989) vs. Ric Flair op WrestleWar
  - PWI Rookie of the Year (1977)
  - PWI Stanley Weston Award (1995)
  - PWI Tag Team of the Year (1978) met Paul Jones

- Professional Wrestling Hall of Fame and Museum
  - Class of 2002

- World Wrestling Federation / World Wrestling Entertainment
  - WWF Intercontinental Championship (1 keer)
  - WWE Hall of Fame (Class of 2009)

- Wrestling Observer Newsletter awards
  - Tag Team of the Year (1983) met Jay Youngblood
  - Match of the Year (1987) vs. Randy Savage at WrestleMania III
  - Match of the Year (1989) vs. Ric Flair at WrestleWar
  - Wrestling Observer Newsletter Hall of Fame (Class of 1996)